# Ла Пјана (Болоња)
Ла Пјана (итал. La Piana) је насеље у Италији у округу Болоња, региону Емилија-Ромања.
Према процени из 2011. у насељу је живело 38 становника. Насеље се налази на надморској висини од 634 м.